# Félix Salinas
Félix Salinas Cueto (11 mai 1939 – 29 octobre 2021) est footballeur international péruvien qui évoluait au poste de défenseur.

## Biographie

### Carrière en club
Avec l'Universitario de Deportes, il remporte quatre titres de champion du Pérou (voir palmarès).

### Carrière en sélection
International péruvien, Salinas joue 12 matchs en équipe nationale, sans inscrire de but, entre 1970 et 1972. 
Il figure dans le groupe des sélectionnés lors de la Coupe du monde de 1970 au Mexique mais ne joue aucun match lors de ce tournoi.

## Palmarès
Universitario de Deportes
- Championnat du Pérou (4) :
  - Champion : 1966, 1967, 1969 et 1971.
  - Vice-champion : 1970 et 1972.